# カナディアン アコーデオン
「カナディアン アコーデオン」は1993年11月3日に発売された井上陽水の34枚目のシングル。

## 概要
- タイトル曲が、NHK連続テレビ小説『かりん』の主題歌として起用されたが、番組内では1番のAメロと2番のサビの一部を合成するようにアレンジを加えたものとなっていた。タイトルはアコーデオンだが、歌詞は全てアコーディオンと表記されている。

## 収録曲
1. カナディアン アコーデオン
作詞:井上陽水 / 作曲:筒美京平 / 編曲:佐藤準
2. 引き揚げ者の唄
作詞:井上陽水 / 作曲:井上陽水・平井夏美 / 編曲:清水信之
3. カナディアン アコーデオン(オリジナル・カラオケ)

## 品番
- FLSF-10010

## 価格
- 1020円